# St Cross South Elmham
St Cross South Elmham lub Sandcroft – wieś i civil parish w Anglii, w Suffolk, w dystrykcie East Suffolk. W 2001 civil parish liczyła 118 mieszkańców. W civil parish znajdują się 15 zabytkowe budynki.